# 石田慶一
石田慶一（いしだ けいいち）は、日本のアニメーター。J.C.STAFF、ぎゃろっぷ、アニメーション・プラネット、ぴぎーなどでの仕事が多い。

## 主な参加作品

### テレビアニメ
- ガイキング LEGEND OF DAIKU-MARYU（キャラクター作画監督、メカニック作画監督）[1]
- アイシールド21（原画、OP4・OP5原画）
- スカイガールズ（作画監督、原画）
- AYAKASHI（原画）
- 隠の王（作画監督、原画）
- ネオアンジェリークAbyss（原画、OP原画）
- BLEACH（作画監督、原画）
- ネオアンジェリークAbyss Second Age（原画、OP原画）
- 遊☆戯☆王5D's（原画、OPED4原画）
- とある魔術の禁書目録（作画監督、原画）
- ハヤテのごとく!!（作画監督[1]、原画）
- 川の光（原画）
- 夏のあらし!（原画）
- 明日のよいち!（原画）
- タユタマ -Kiss on my Deity-（原画）
- GA 芸術科アートデザインクラス（原画）
- NARUTO -ナルト- 疾風伝（作画監督、原画）
- 東京マグニチュード8.0（原画）
- とある科学の超電磁砲（原画）
- 書家（原画）[1]
- あそびにいくヨ!（原画）
- とある魔術の禁書目録II（OP1原画）
- バクマン。（原画）
- BLOOD-C（原画、OP原画）
- うさぎドロップ（原画）
- バカとテストと召喚獣にっ!（原画）
- THE IDOLM@STER（原画）
- 輪るピングドラム（原画）
- 灼眼のシャナIII -Final-（原画、OP2原画）
- 新テニスの王子様（原画）
- ブラック★ロックシューター（原画）
- クイーンズブレイドリベリオン（原画）
- 黒子のバスケ（原画、スペシャルエフェクト）
- シャイニング・ハーツ 〜幸せのパン〜（原画）
- ソードアート・オンライン（原画）
- 絶園のテンペスト（原画）
- 賭ケグルイ（原画）

### 劇場アニメ
- 10thアニバーサリー 劇場版 遊☆戯☆王 〜超融合!時空を越えた絆〜（原画）
- 劇場版 テニスの王子様 英国式庭球城決戦!（エフェクト作画監督、原画）
- 劇場版 とある魔術の禁書目録 -エンデュミオンの奇蹟-（原画）

### OVA
- クイズマジックアカデミー 〜オリジナルアニメーション〜（OP原画）
- 猫神やおよろず（原画）